# Coombs (Colombie-Britannique)
Pour les articles homonymes, voir Coombs.
Coombs est un village de la Colombie-Britannique situé dans le district régional de Nanaimo à l'est de l'île de Vancouver.